# Зигрисвиль
Зигрисвиль (нем. Sigriswil) — коммуна в Швейцарии, в кантоне Берн. 
Входит в состав округа Тун. Население составляет 4436 человек (на 31 декабря 2006 года). Официальный код — 0938.